# Мицуо Огасавара
Мицуо Огасавара (јап. 小笠原 満男; 5. април 1979) јапански је фудбалер.

## Каријера
Током каријере је играо за Кашима Антлерс и Месину.

## Репрезентација
За репрезентацију Јапана дебитовао је 2002. године. Наступао је на два Светска првенства (2002. и 2006. године) с јапанском селекцијом. За тај тим је одиграо 53 утакмице и постигао 7 голова.

## Статистика
| Јапан  | Јапан   | Јапан  |
| Година | Наступи | Голови |
| ------ | ------- | ------ |
| 2002.  | 8       | 0      |
| 2003.  | 8       | 0      |
| 2004.  | 12      | 2      |
| 2005.  | 15      | 4      |
| 2006.  | 10      | 1      |
| 2007.  | 0       | 0      |
| 2008.  | 0       | 0      |
| 2009.  | 0       | 0      |
| 2010.  | 2       | 0      |
| Укупно | 53      | 7      |

## Трофеји

### Клуб
- Џеј лига (6): 1998., 2000., 2001., 2007., 2008., 2009.
- Лига Куп Јапана (3): 2000., 2007., 2009.
- Царски куп (5): 2000., 2002., 2011., 2012., 2015.

### Јапан
- Азијски куп (1): 2004.